# Maria Teresa Di Lascia
Maria Teresa Di Lascia (née le 3 janvier 1954 à Rocchetta Sant'Antonio, dans la province de Foggia dans les Pouilles – morte le 10 septembre 1994) était une écrivain et une personnalité politique italienne, lauréate du prix Strega en 1995 à titre posthume pour Passaggio in ombra (Passage dans l'ombre).

## Biographie
Morte prématurément d'un cancer à 40 ans, elle a été membre du Parti radical italien et a fondé l'association Nessuno tocchi Caino (que personne ne touche Caïn), une ligue internationale pour l'abolition de la peine de mort dans le monde. Elle a été députée de la IXe législature et secrétaire adjoint du Parti radical en 1982.

## Citation
- « Il est bien plus difficile de démontrer l'innocence d'un innocent que de défendre un coupable », Passage dans l'ombre.

## Œuvres
- Compleanno, 1992.
- Veglia, 1992.
- Passaggio in ombra, 1995, Prix Strega ; trad. fr. Thierry Laget, Passage dans l'ombre, Albin Michel, 1996.
- Le relazioni sentimentali, 1995.
- Un vuoto dove passa ogni cosa. Interventi, articoli, lettere, racconti, Edizioni dell'Asino, Roma, 2016.